# Бавенди, Мунги
Мунги Габриэль Бавенди (фр. Moungi Gabriel Bawendi; род. 15 марта 1961, Париж, Франция) — американский химик французского и тунисского происхождения. Лауреат Нобелевской премии по химии (2023).

## Биография
Родился в 1961 году в Париже, в семье математиков — уроженца Туниса М. Салаха Бавенди (1937—2011) и француженки Хелены Бавенди (урождённой Бобар, фр. Hélène Paule Baouendi (née Bobard), род. 1936). В 1971 году переехал с родителями в США, где его отец был принят преподавателем на математическое отделение Университета Пердью в Уэст-Лафейетте (штат Индиана). Здесь же Мунги Бавенди окончил среднюю школу. В 1982 году получил степень бакалавра наук в Гарвардском университете. В 1988 году получил степень доктора философии по химии в Чикагском университете. Изучал квантовые точки в начале 1990-х годов. Разработал  способ синтеза монодисперсных растворов квантовых точек нужного размера. Предложил метод синтеза нанокристаллов. К началу 2020-х годов занимает должность профессора Массачусетского технологического института.
Вместе с Луисом Брюсом и Алексеем Екимовым — лауреат Нобелевской премии по химии 2023 года.
Женат на журналистке и литераторе Рэйчел Циммерман.

## Исследовательская группа
Исследовательская группа Бавенди в Массачусетском технологическом институте в значительной степени сосредоточена на изучении коллоидных полупроводниковых квантовых точек и органических флюорофор. В 1993 году группа сообщила о методе быстрой инъекции, который сейчас является наиболее широко используемым методом в синтезе квантовых точек. Более поздние исследования были сосредоточены на спектроскопическом изучении квантовых точек и лазеров, в то время как последние исследования решили многие проблемы в синтезе, биологическом применении наноматериалов, и исследовании солнечных элементов. Кроме того, Бавенди интересуется спектроскопией единичных квантовых точек с помощью детектирования единичных молекул.

## Награды
- 1994 — Стипендия Слоуна[29]
- 1998 — Премия Кобленца[30]
- 2001 — Премия Секлера[31]
- 2002 — член Американской ассоциации содействия  развитию науки[32]
- 2004 — член Американской академии искусств и наук[33]
- 2006 — премия Эрнеста Лоуренса[34]
- 2007 — член Национальной академии наук США[35]
- 2010 — премия Американского химического общества по коллоидной химии[36]
- 2011 — премия SEMI за исследование квантовых точек[37]
- 2016 — World Technology Award (категория «Окружающая среда», вместе с Махером Дамаком)[38]
- 2020 — Clarivate Citation Laureates[39]
- 2023 — Нобелевская премия по химии

## Статьи

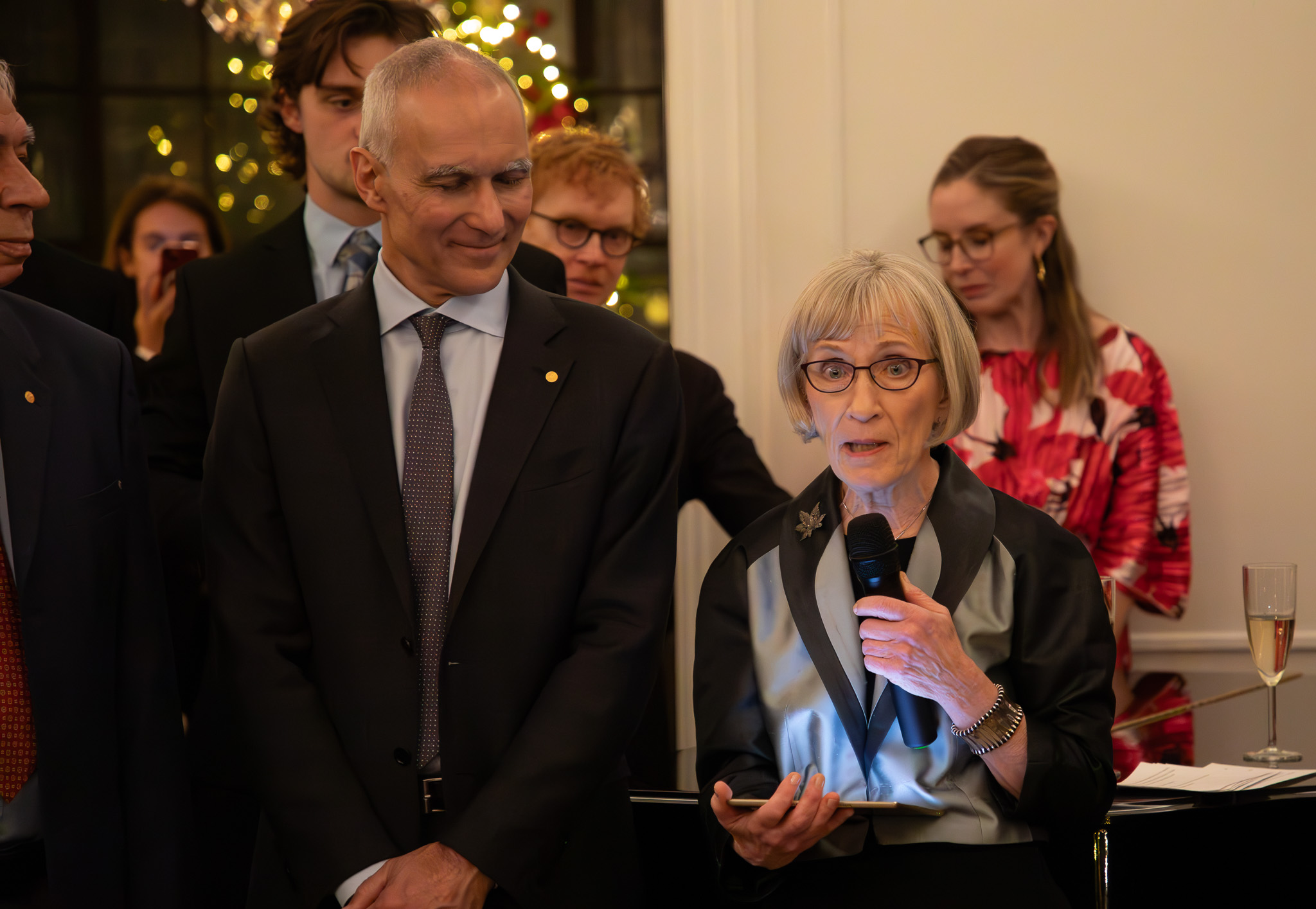
Бавенди и нобелевская лауреатка по экономике Клаудия Голдин

- Бавенди и нобелевская лауреатка по экономике Клаудия Голдин(en) Moungi G. Bawendi, Michael L. Steigerwald et Louis E. Brus, « The quantum mechanics of larger semiconductor clusters ("quantum dots") », Annual Review of Physical Chemistry, vol. 41, no 1, 1990, p. 477-496 (ISSN 0066-426X).
- (en) Christopher B. Murray, David J. Norris et Moungi G. Bawendi, « Synthesis and characterization of nearly monodisperse CdE (E=sulfur, selenium, tellurium) semiconductor nanocrystallites », Journal of the American Chemical Society, vol. 115, no 19, 1993, p. 8706-8715 (ISSN 0002-7863).
- (en) Christopher B. Murray, Cherie R. Kagan (en) et Moungi G. Bawendi, « Self-organization of CdSe nanocrystallites into three-dimensional quantum dot superlattices », Science, vol. 270, no 5240, 1995, p. 1335-1338 (ISSN 0036-8075).
- (en) Bashir O. Dabbousi, Moungi G. Bawendi, Osamu Onitsuka et Michael F. Rubner, « Electroluminescence from CdSe quantum‐dot/polymer composites », Applied Physics Letters, vol. 66, no 11, 1995, p. 1316-1318 (ISSN 0003-6951).
- (en) Manoj Nirmal, Bashir O. Dabbousi, Moungi G. Bawendi, John J. Macklin, Jay K. Trautman, Tim D. Harris et Louis E. Brus, « Fluorescence intermittency in single cadmium selenide nanocrystals », Nature, vol. 383, no 6603, 1996, p. 802-804 (ISSN 0028-0836).
- (en) Christopher B. Murray, Cherie R. Kagan (en) et Moungi G. Bawendi, « Synthesis and characterization of monodisperse nanocrystals and close-packed nanocrystal assemblies », Annual Review of Materials Science, vol. 30, no 1, 2000, p. 545-610 (ISSN 0084-6600).
- (en) Seth Coe, Wing-Keung Woo, Moungi G. Bawendi et Vladimir Bulović, « Electroluminescence from single monolayers of nanocrystals in molecular organic devices », Nature, vol. 420, no 6917, 2002, p. 800-803 (ISSN 0028-0836).
- (en) Yasuhiro Shirasaki, Geoffrey J. Supran, Moungi G. Bawendi et Vladimir Bulović, « Emergence of colloidal quantum-dot light-emitting technologies », Nature Photonics, vol. 7, no 1, 2013, p. 13-23 (ISSN 1749-4885).